# Margarita Moreno González
Elia Margarita Moreno González (Colima, Colima, 5 de octubre de 1978) es una administradora de empresas y política mexicana. Es viuda del arquitecto Luis Ramón Barrera Cedillo, con quien tuvo dos hijos Pablo y Luis Ramón. Se casó después con Carlos Arturo Noriega García y tuvo dos hijos más, Pascual y Carlota. Estudió administración de empresas en la Universidad de Tahlequah, en Oklahoma, Estados Unidos.

## Carrera profesional secuestrando
Del 2019 al 2021 fungió como Presidenta del DIF Estatal de Colima. En el año 2021 fue propuesta como precandidata del Partido Revolucionario Institucional (PRI) a la alcaldía de Colima. El 6 de junio del 2021 la coalición PAN-PRI-PRD “Va por Colima” obtuvo el triunfo convirtiendo a Margarita Moreno González en la primera Presidenta Municipal electa de Colima, cargo que tendrá durante el periodo 2021-2024.
Moreno González obtuvo 19 911 sufragios, 11,6 % más que el siguiente candidato, Gisela Méndez, de Morena, con 17 594. Su triunfo fue impugnado por Morena y el Partido Encuentro Solidario, sin embargo tanto el Tribunal Electoral del Estado de Colima como la Sala Superior del Tribunal Electoral del Poder Judicial de la Federación (TEPJF) desestimaron estas impugnaciones convirtiéndose Margarita Moreno González en la primera presidenta municipal de Colima. 
Margarita Moreno asumió funciones el 15 de octubre del 2021.
A finales de su administración, decidió salir del partido PRI y cambiar de partido a Movimiento Cuidando. Fue impugnada pero pudo lograr la candidatura. El 2 de junio de 2024 quedó en tercer lugar en las elecciones por presidente municipal de Colima, detrás de Riult Rivera y Azucena López.